# Bratrské vyznání
Bratrské vyznání, Bratrská konfese (1535) je vyznání víry Jednoty bratrské.
Spolu s českou konfesí, augsburským a helvetským vyznáním je jedním ze čtyř reformačních vyznání, ke kterým se hlásí Českobratrská církev evangelická.

## Vznik vyznání
V roce 1530 bylo na říšském sněmu v Augsburgu předloženo tzv. Augsburské vyznání, které bylo sepsáno na obranu evangelických stavů a knížat německé říše a shrnovalo věrouku evangelíků (luteránů). Tato událost se stala podnětem k tomu, aby i Jednota bratrská vytvořila ucelené vyznání a v něm vyjádřila hlavní principy své víry. Jiří, markrabě Braniborský, jenž byl horlivým luteránem, si od bratří přímo vyžádal zprávu o jejich víře. Ti připravili pro markraběte Počet z učení, který byl česky vytištěn v roce 1532 a jehož hlavním autorem byl zřejmě biskup Jan Roh.
Mnohem důležitější však bylo obhájit se před králem Ferdinandem I. Bratřím záleželo na tom, aby nebyli považováni za kacíře (pikarty), na něž se výslovně vztahoval Svatojakubský mandát. Vyslali proto ke králi do Vídně poselství bratrských pánů a ti tam 14. listopadu 1535 předložili Ferdinandovi I. Bratrské vyznání, aby se král mohl přesvědčit o pravověrnosti bratří. Vyznání podepsalo 12 pánů v čele s panem Kunrátem Krajířem a 33 rytířů z českého království, zejména z kraje boleslavského. Král však odpověděl vyhýbavě, že zatím nemá čas si vyznání přečíst a že se vyjádří, až přijede do Čech.
Toto Bratrské vyznání zpracovali biskupové Jan Roh a Jan Augusta za spolupráce bratrských studentů bohosloví na zahraničních univerzitách. Na rozdíl od bratrské teologie, jak ji formuloval v četných spisech Lukáš Pražský († 1528), se v Bratrském vyznání z roku 1535 projevuje již dosti značně vliv Lutherův. Vyznání bylo vydáno tiskem v roce 1536 pod názvem „Počet z viery a z učenie křesťanského, králi jeho milosti v Vídni podaný od pánuov a ryieřstva králostvie Českého, kteříž jsú z Jednoty Bratřie zákona Kristova, léta 1535". Bratrské vyznání pak vyšlo ještě v mnoha vydáních, přičemž byl text poněkud pozměňován v souladu s teologickým vývojem uvnitř Jednoty bratrské.

## Vydání
- 1536 – dvě česká vydání
- 1538 – latinské vydání ve Wittenbergu s předmluvou Martina Luthera
- 1558 – latinské vydání v Tübingenu
- 1561 – české vydání, nově zkorigované
- 1563 – vydání polského překladu
- 1564 – české vydání, zároveň přeloženo do němčiny
- 1573 – latinské vydání ve Wittenbergu (nový překlad s většími úpravami) a nový překlad do němčiny (též ve Wittenbergu)
- 1574 – dvě česká vydání podle poslední latinské úpravy
- 1575 – latinské vydání v Basileji
- 1607 – české vydání s některými novými úpavami
- 1612 – německé a latinské vydání
- 1662 – české vydání v Amsterdamu (vydal Jan Amos Komenský)
- 1748 – české vydání v Berlíně podle textu z roku 1607 (vydal Jan Theofil Elsner)
- 1848 – přetisk českého vydání z roku 1574 (vydal Jan Sluníčko)
- 1869 – české vydání podle textu z roku 1607 (vydal Josef Procházka)
- 1918 – české vydání podle vydání Komenského z roku 1662 (vydal Ferdinand Hrejsa)
- 1935 – české vydání podle vydání Komenského z roku 1662 (vydal Ferdinand Hrejsa)
- 1951 – české vydání v knize Čtyři vyznání (podle vydání Komenského z roku 1662 a v poznámkách jsou zaznamenány odlišnosti od vydání z roku 1607)[5]